# Mazda Revue
O Revue é um carro compacto fabricado pela Mazda. Foi comercializado na Europa, Chile e Austrália.